# Xestia costaestriga
Xestia costaestriga är en fjärilsart som beskrevs av Otto Staudinger 1895. Xestia costaestriga ingår i släktet Xestia och familjen nattflyn. Inga underarter finns listade i Catalogue of Life.